# Lotte Hedeager
Lotte Hedeager (* 24. Februar 1948 in Kopenhagen) ist eine dänische frühgeschichtliche Archäologin.

## Werdegang
Lotte Hedeager absolvierte zunächst ein Lehrerstudium in Holbæk. Anschließend studierte sie Ur- und Frühgeschichte an der Universität Kopenhagen und schloss ihr Studium 1978 mit dem Magister Artium ab. 1990 promovierte sie an der Universität Aarhus zum Thema Danmarks Jernalder - Mellem Stamme og Stat („Eisenzeit in Dänemark - zwischen Stamm und Staat“). Nach Anstellungen in Kopenhagen und an der Universität Lund in Schweden wurde sie 1996 als Professorin an die Universität Oslo berufen, wo sie seitdem, unterbrochen von Forschungsaufenthalten unter anderem an der University of Cambridge, Stanford University (2004) und University of Oxford (2008), lehrt. Seit 2013 leitet sie zudem das internationale Graduiertenkolleg Dialogues with the Past an der Universität Oslo.
Hedeager gilt als eine der renommiertesten Experten in eisen- und „völkerwanderungszeitlicher“ Archäologie der nordischen Länder. Ihre Annäherung an historische Themen ist oft interdisziplinär und von der Zusammenarbeit mit anderen Forschungszweigen geprägt, unter anderem in Regie der Europäischen Wissenschaftsstiftung. Gemeinsam mit Einar Østmo gab sie 2005 das erste norwegische Lexikon der Archäologie heraus.

## Mitgliedschaften
- 2001: Königlich Dänische Akademie der Wissenschaften
- 2005: Norwegische Akademie der Wissenschaften
- 2006: Det Kongelige Norske Videnskabers Selskab
- 2008: Society of Antiquaries of London
- 2015: Shanghai Archaeological Forum am Institut für Archäologie der Chinesischen Akademie der Sozialwissenschaften

## Publikationen (Auswahl)
Monografien
- Danmarks Jernalder – Mellem Stamme og Stat. Århus 1992
- Skygger av en annen virkelighet. Oslo 1999
- mit Henrik Tvarnø: Tusen års europahistorie. Oslo 2001
- Danernes Land, Gyldendal & Politikens Danmarkshistorie Band 2, Kopenhagen 2002
- Split Bodies in the Late Iron Age/Viking Age of Scandinavia. Oxford 2010
- Iron Age Myth and Materiality. An archaeology of Scandinavia AD 400–1000. London, New York 2011
- Arkeologi kort fortalt, Oslo 2017

Als Herausgeberin
- Iron Age Societies. From Tribe to State in Northern Europe. Oxford 1992
- mit Anne Lene Melheim und Kristin Oma: Mellom himmel og jord. Foredrag fra et seminar om religionsarkeologi Isegran 31. januar. Oslo 2004
- mit Einar Østmo: Norsk arkeologisk leksikon. Oslo 2005
- Sjøreiser og stedsidentitet. Jæren/Lista i bronsealder og eldre jernalder. Oslo, 2007
- mit Håkon Glørstad: Six Essays on the Materiality of Society and Culture. Uddevalla, 2008
- mit Lars Forseth: Dalemfunnet. Oslo 2015